# 绍尔夫海德
绍尔夫海德（德語：Schorfheide）是德国勃兰登堡州的一个市镇，隶属于巴尔尼姆县。总面积为238.2平方千米，截至2020年总人口为10143人。